# CyberSix
Cybersix, o CyberSix, es una historieta argentina creada por Carlos Trillo y Carlos Meglia. Su primera aparición fue a mediados de 1991 en la revista italiana Skorpio, de Eura Editoriale. Cybersix fue un éxito en Italia, y también se publicó en Francia y España.
La historieta fue llevada a la televisión con estilo anime, fue producida en Japón por TMS y emitida en todo el mundo.
Una serie de televisión en imagen real fue emitida en su país de origen, protagonizada por Carolina Peleritti como Cybersix.

## Argumento

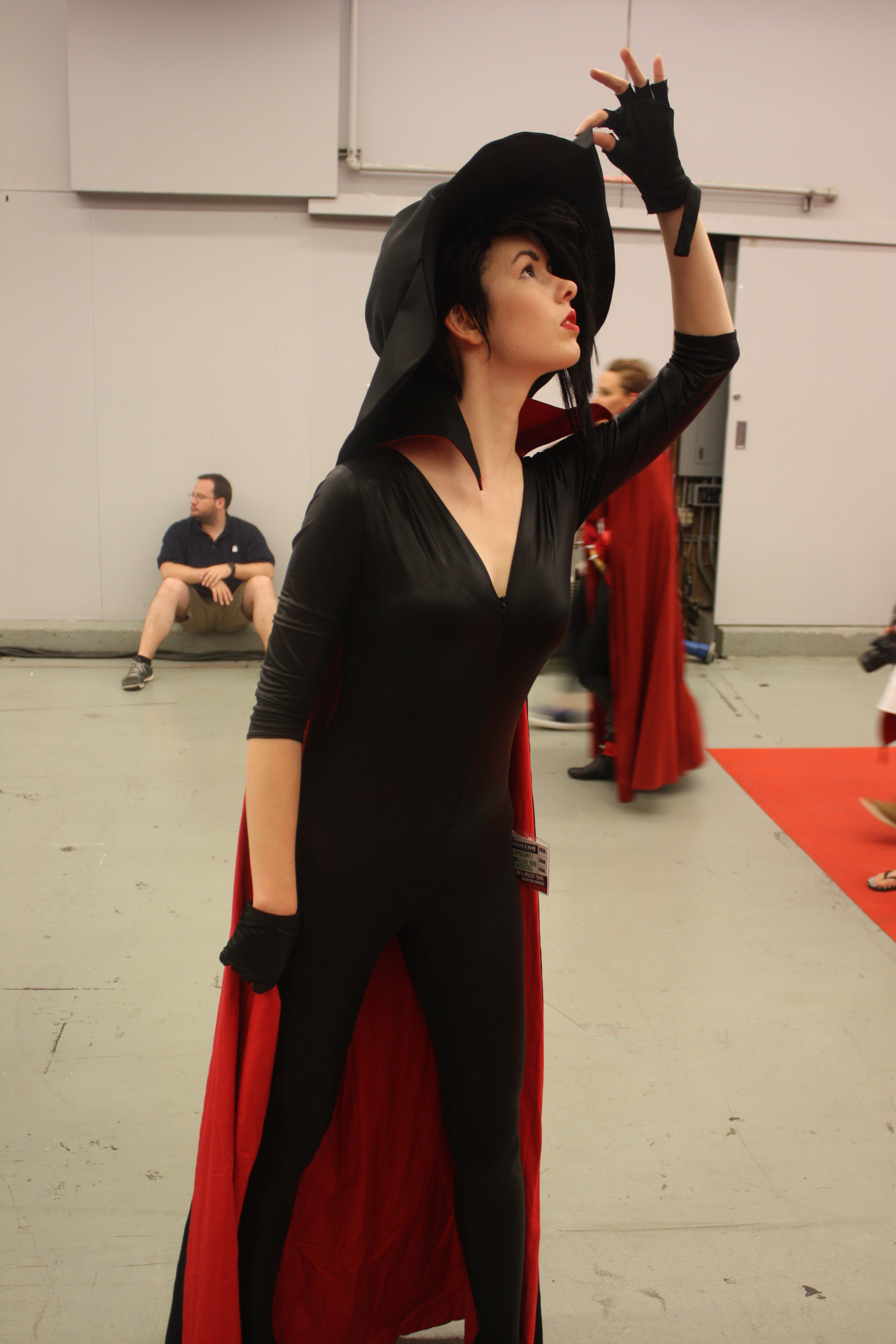
Cosplayer representado a Cybersix

Al terminar la Segunda Guerra Mundial, un científico nazi llamado Von Reitcher se escapa a la selva brasileña a realizar experimentos genéticos. Su primer triunfo fue traspasar su mente y la de su lacayo Krumens a un cuerpo más joven. Luego comenzó la creación en serie, y así creó a los Type, los Idea Fija y los Tecno, todos ellos destinados a ocupar posiciones y cargos importantes en el mundo para facilitar a Von Reitcher el dominio del mismo. Alrededor de 1970 crea una serie llamada Cyber con genes de jóvenes del año 1968. Pero esta serie tenía un defecto: eran desobedientes. Así es que cuando los niños cumplieron 9 años decidió destruirlos. 4999 de ellos fueron aniquilados, pero uno escapó, el número seis: Cybersix.
Cyber fue rescatada y protegida por un empleado que la llevó a vivir con él a una aldea de pescadores al noreste de Brasil. Con el tiempo, Von Reitcher los descubrió e hizo matar al hombre que Cyber amaba como a un padre. Pero ella huyó y en su camino adquirió la personalidad de Adrián Seidelman y con el tiempo se convirtió en profesor de literatura en la ciudad de Meridiana donde vive en la actualidad. Ha luchado contra todas las creaciones de Von Reitcher, en especial con José, un clon niño del Dr. que también reside en Meridiana, no buscando otra cosa que acabarla. Paradójicamente, ella no puede escapar, ya que para vivir necesita un líquido llamado sustancia y sólo la puede obtener absorbiéndola de las creaciones de Von Reitcher.
En Meridiana, Cybersix se encontró con otra creación rebelde de Von Reitcher, la pantera negra que responde al nombre de Data-7, quién es, a su vez, el N.º 29 de la serie Cyber a quién le colocaron el cerebro tras un accidente con su verdadero cuerpo, la acompaña en muchas de sus aventuras. También conoció a su gran amor, Lucas Amato, con quien tuvo un hijo llamado Gengis, que fue raptado en el momento de su nacimiento por los esbirros de Von Reitcher, quien lo quiere transformar en un arma para acabar con ella. Lucas nunca supo que había tenido un hijo ya que antes del nacimiento él se encontraba de corresponsal en Medio Oriente y cuando regresó a Meridiana sufría de amnesia y no recordaba nada de su pasado con Cyber.

## Personajes principales

### Cybersix
- Alter Ego: Adrián Seidelman
- Ocupación: Profesor de literatura
- Estado civil: Soltera
- Parientes conocidos: Dr. Von Reitcher (creador)
- Base de operaciones: Meridiana
- Peso: 66 kg.
- Altura: 1,75 m.
- Ojos: Negros
- Cabello: Negro
- Poderes: Cybersix es extremadamente ágil, ya que su serie fue realizada con genes de acróbatas. Además cuando termina de beber la sustancia, posee fuerza y resistencia sobrehumanas. A su vez puede, con sólo verlo, distinguir a un humano de una criatura de Von Reitcher. Todo eso sin contar con la invalorable ayuda de su pantera Data-7

## Análisis
La historieta no puede encuadrarse dentro de un solo género, sino que combina rasgos de diversas formas de hacer historietas. A los rasgos típicos del género de superhéroes, le suma elementos de ciencia ficción y terror, considerando el clima negro y denso en que se desenvuelven las intrigas en Meridiana, y agregando al cóctel dosis de erotismo.
La trama se desenvuelve entonces entre varias líneas: el deseo de dominación de Von Reitcher y su intento por atrapar a Cybersix, la lucha de ésta contra los esbirros del Dr. y su cacería para obtener su sustento, los conflictos de identidad que se le plantean. El travestismo de su alter ego crea novedosos conflictos provocados por su doble identidad, como la relación de amor-amistad entre Cyber-Adrian y Lucas, o con Lori, la alumna que a toda costa quiere acostarse con su profesor Seidelman. El dibujo de Meglia es ágil y detallista, en un estilo cercano a lo caricaturesco que no pierde realismo.

## Ediciones del cómic en el mundo
El cómic fue originalmente publicado en Italia, aunque también tuvo ediciones en Argentina, Francia y España, con diferentes niveles de éxito y respuesta del público.

### Publicación en Italia
En 1991 la casa editorial Eura Editoriale (propietaria de los semanarios Skorpio y Lanciostory), confió a Carlos Trillo la tarea de crear un personaje para ser incluido en sus publicaciones periódicas. De su creatividad y del lápiz del artista argentino Carlos Meglia nace el personaje de Cybersix.
El primer episodio fue publicado en 1992 en el número 22 de la revista Skorpio y la publicación continuó hasta el número 18 de 1996, llegando a un total de 117 capítulos autoconclusivos.
Los primeros 24 episodios semanales fueron sucesivamente compilados en ediciones especiales que se adjuntaron a las publicaciones del grupo. El primer álbum (episodios 1-8) apareció como un suplemento de la revista Skorpio 37 de 1992 y se publicó con dos portadas diferentes, el segundo (9-16) y el tercero (17-24) salieron juntos para celebrar la salida del primer número de Lanciostory y de Skorpio de 1993 respectivamente. El cuarto y último especial pudo ser exigido por el lector, recopilando los insertos semanales destacados de Lanciostory y requiriendo a la casa editorial una nueva cubierta para la compilación.
El enorme suceso entre el público, en cierto modo demostrado por los miles de cartas que llegaron a la redacción, convencieron a la casa editorial de dedicarle a este personaje una publicación mensual que vería la luz en noviembre de 1993. En los cinco años siguientes fueron publicados 45 álbumes en una periodicidad inicialmente mensual y luego bimestral (pues los autores no llegaron a cumplir su compromiso por el pesado trabajo), mientras que los ejemplares fueron reducidos de tamaño un par de veces para enfrentar el problema de los aumentos del costo del papel que golpeó al mercado editorial a finales de los años noventa.
No obstante las tentativas de reducir los costos y de mantener un producto de alta calidad, en enero de 1999 Eura Editoriale, de forma inesperada, terminó la publicación de la serie con un número final-no final. Las causas de esta decisión se habrían debido probablemente a desavenencias entre la casa editorial y los autores argentinos.

### Publicación en Argentina
La dupla produjo una gran cantidad de capítulos de 12 páginas, más un buen número de novelas gráficas. En Argentina se presentó por primera vez en abril de 1993, en el N.º 33 de la revista Puertitas y durante dos números más. La historia, luego recopilada en libro, relata el origen de Cybersix. Después de aparecer en Puertitas apareció por primera vez su propio comic book, que comenzó con Cybersix Nº 1 en junio de 1994. Este era una miniserie en color de tres números titulada La ciudad de los monstruos.
La miniserie fue recopilada luego en un libro con el título de El libro de la bestia. En enero de 1995 vuelve a salir, en comic-books con formatos especiales, con los siguientes títulos: Meridiana Blues, el citado El libro de la bestia, Secuestro en Meridiana y Chip woman. A partir de marzo de 1995 los episodios de 12 páginas comenzaron a publicarse en Comiqueando, desde el N.º 10 hasta el 19 de la revista.
En julio de 2012, la editorial Napoleones sin Batallas comenzó una reedición de la serie en formato de tomos de 200 páginas, y han informado que la idea es publicarla completa en unos 30 tomos aproximadamente.

## Cybersix: La Serie animada
La serie animada se estrenó en Canadá y Argentina el 6 de septiembre de 1999, Se hicieron 13 episodios transmitido en diferentes países para Asia, Europa y Latinoamérica. Fue animada en Japón por TMS y NOA Animation. Coproducida en Canadá por Telecom Animation Film, en la producción ejecutiva Herve Bedard, Toshihiko Masuda y Koji Takeuchi, en los guiones técnicos se encargaron Catherine Girczyc y los mismos creadores del cómic Cybersix, en el diseño de personajes fueron supervisados por Teiichi Takiguchi.
La música fue compuesta por Robbi Finkel. La secuencia de títulos y créditos de cierre presentados por Robert Olivier, que fueron interpretadas por la cantante de jazz Coral Egan.

## CyberSix, la serie de televisión argentina
La serie de televisión en imagen real debutó en Argentina el 15 de marzo de 1995. Fue producida por Luis Gandulfo, Sebastián Parrotta, Fernando Rascovsky y Andre Ronco y fue escrita por Ricardo Rodríguez, Carlos Meglia y Carlos Trillo. Fue emitida por el canal argentino Telefe pero fue cancelada después de sólo unos cuantos episodios debido a bajos niveles de audiencia. CyberSix fue interpretada por la exmodelo y actriz Carolina Peleritti, José fue interpretado por Rodrigo de la Serna y Doguyy fue interpretado por Mario Moscoso.

## Acusación de plagio y litigio legal con la serieDark Angel
La serie de televisión estadounidense Dark Angel fue acusada de plagio por los autores de Cybersix que denunciaron en 1998 al creador de la misma, James Cameron, y a la cadena que la transmitía, Fox. El mismo no pudo ser concluido, según explicó Trillo, debido a que él y Meglia no poseían los recursos económicos necesarios para llevar a cabo el litigio en Los Ángeles.